# Burcote
Burcote – wieś w Anglii, w hrabstwie Shropshire. Leży 31 km na południowy wschód od miasta Shrewsbury i 193 km na północny zachód od Londynu.